# بهائی‌والا
بهائی‌والا (به انگلیسی: Bhaiwala) یک روستا در پاکستان است که در پنجاب واقع شده‌است.